# Маршрутизатор Fuzzball
Маршрутизаторы Fuzzball были первыми современными маршрутизаторами в Интернете. Это были компьютеры DEC LSI-11, загруженные программным обеспечением Fuzzball, написанным Дэвидом Л. Миллсом (из Университета штата Делавэр). Название «Fuzzball» было разговорным для программного обеспечения маршрутизации Миллса. Шесть маршрутизаторов Fuzzball обеспечили магистраль маршрутизации первых 56 кбит/с NSFnet, что позволило протестировать многие из первых протоколов Интернета. Это позволило разработать первые протоколы маршрутизации TCP/IP и протокол сетевого времени. Они были первыми маршрутизаторами, внедрившими ключевые усовершенствования TCP/IP, такие как маски подсетей переменной длины.